# Dorfkirche Ganzkow

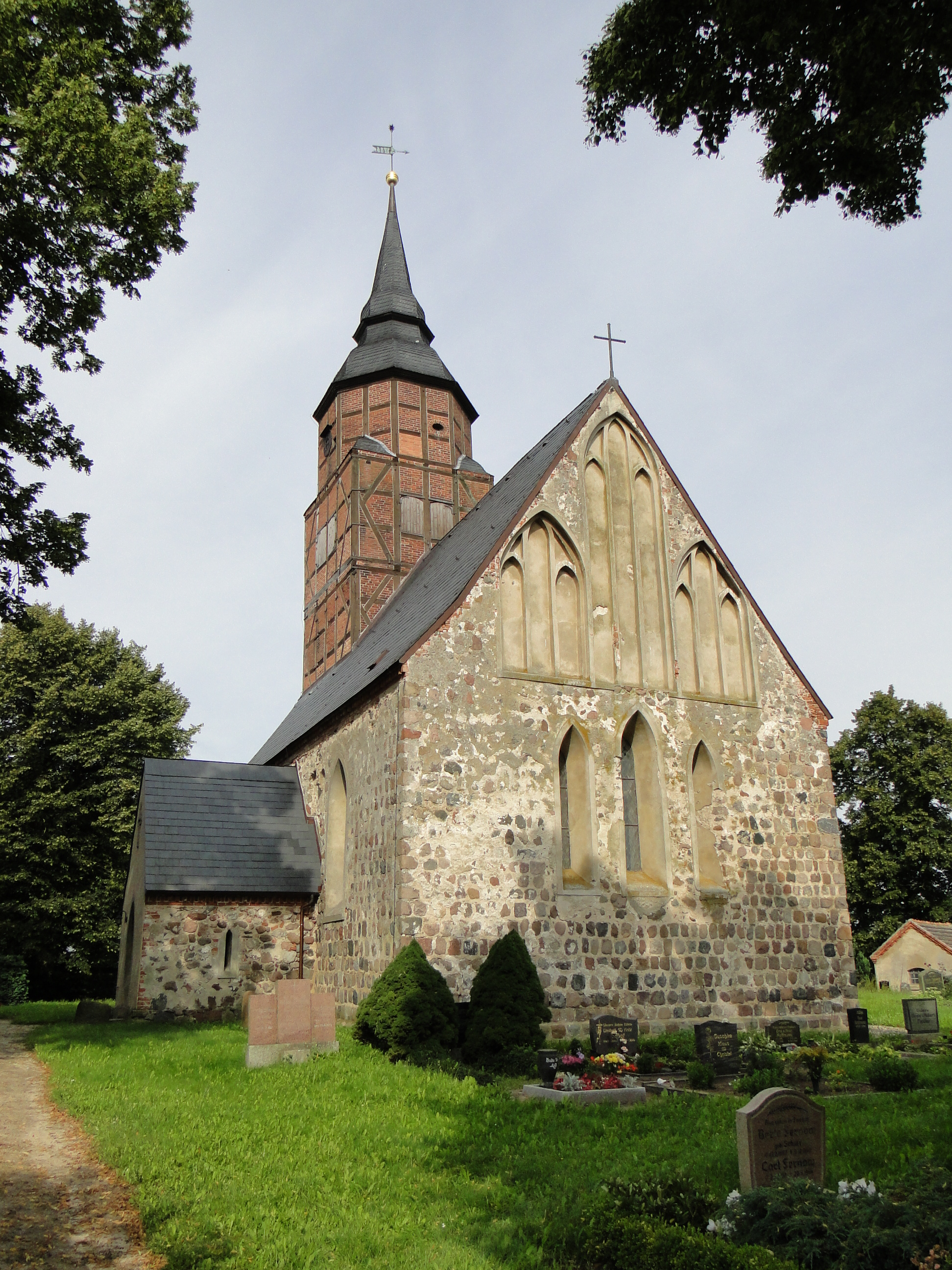
Dorfkirche Ganzkow

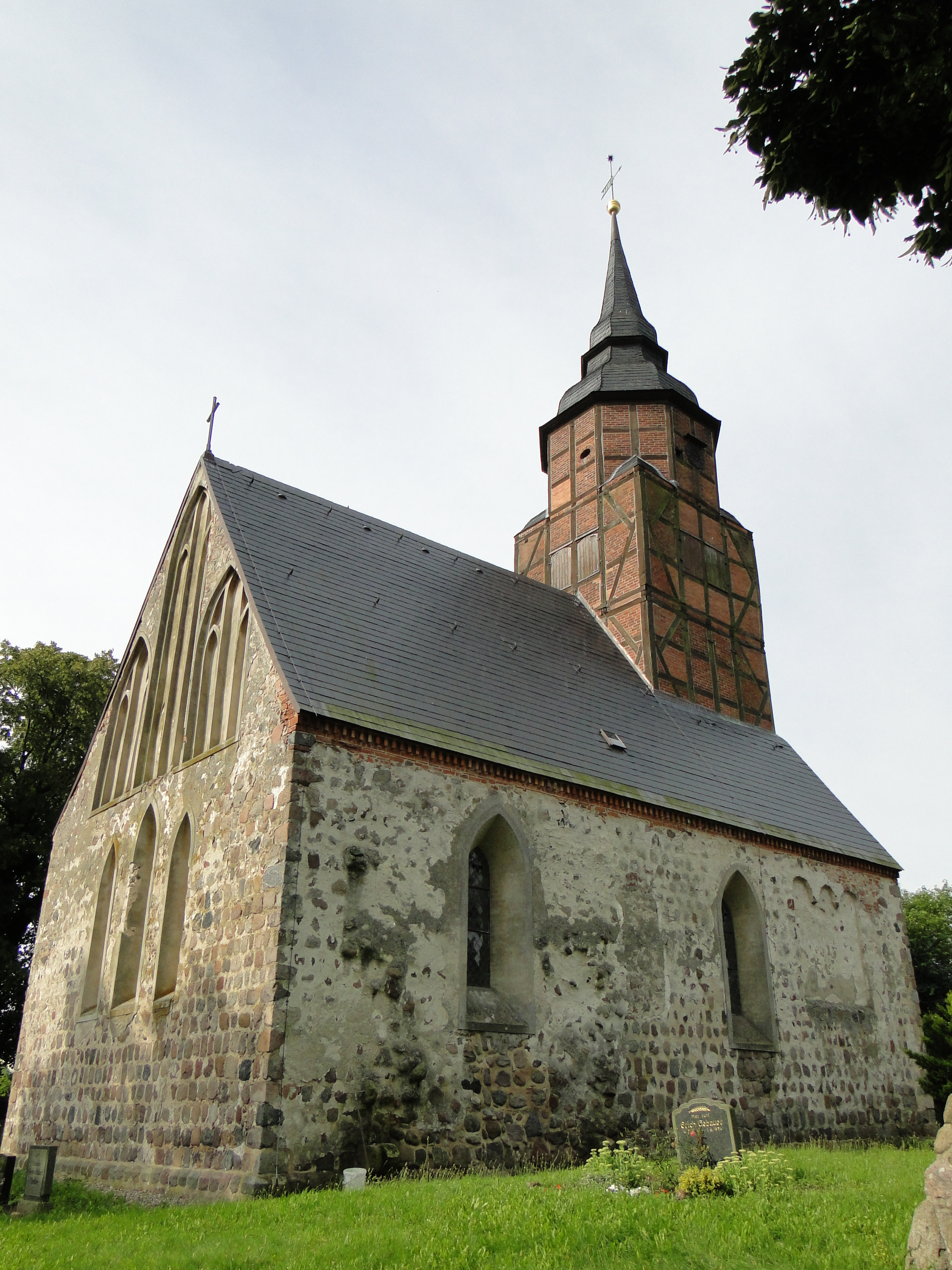
Ansicht von Nordost

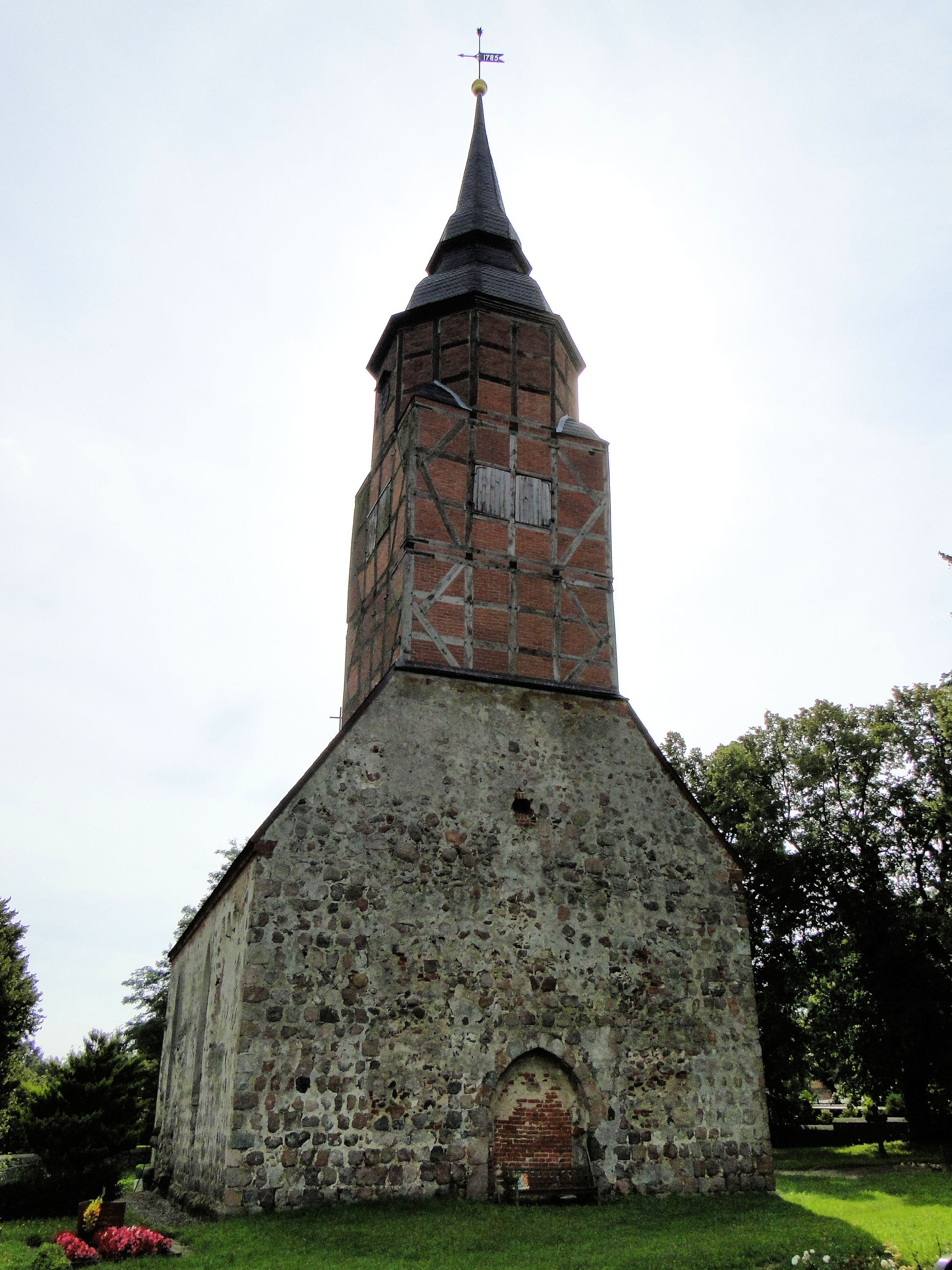
Ansicht von Westen

Die evangelische Dorfkirche Ganzkow (Am Pfarrhof 1) ist eine gotische Feldsteinkirche im Ortsteil Ganzkow von Brunn (Mecklenburg) im Landkreis Mecklenburgische Seenplatte in Mecklenburg-Vorpommern. Sie gehört zur Kirchengemeinde Neddemin in der Propstei Neustrelitz in der Kirchenregion Neubrandenburg der Evangelisch-Lutherischen Kirche in Norddeutschland (Nordkirche).

## Geschichte und Architektur
Die Dorfkirche Ganzkow ist eine flachgedeckte Saalkirche aus Feldstein aus dem ersten Viertel des 14. Jahrhunderts. Im Osten besitzt sie einen heute verputzten Backsteingiebel mit kräftigen Spitzbogenblenden und eine gestaffelte Gruppe aus drei Lanzettfenstern, an den Längsseiten sind schlanke Spitzbogenfenster und gekuppelte rundbogige Zwillings- und Drillingsblenden angeordnet (ähnlich der Dorfkirche Badresch). Im Westen und im Süden sind Stufenportale vorhanden; das westliche Portal ist vermauert, vor dem südlichen Portal steht eine Vorhalle aus dem 18. Jahrhundert. Die Kirche trägt über dem Westgiebel einen stattlichen Turmaufsatz aus Fachwerk mit achteckigem Obergeschoss und Haube mit einer Wetterfahne von 1785.

## Ausstattung
Das Hauptstück der Ausstattung ist ein dreigeschossiger, holzfarbener Altaraufsatz aus dem Jahr 1626 von Johann und Michael Adler, der durch den Einbau des gleichzeitigen schlichten Kanzelkorbs im Jahr 1836 zum Kanzelaltar umgestaltet wurde. Im Hauptfeld war ehedem ein Kreuzigungsrelief angeordnet. Es ist von reichgeschnitzten Säulen flankiert und zeigt daneben Petrus und Paulus von Hermen eingefasst, in der Predella ein Relief mit dem Abendmahl, im Obergeschoss Reliefs der Auferstehung mit zwei Aposteln und darüber die Himmelfahrt.
Ein mit Beschlagwerk versehenes Patronatsgestühl sowie Pastoren- und Gemeindegestühl aus der ersten Hälfte des 17. Jahrhunderts ist ebenfalls erhalten. Die Westempore mit feinem neugotischem Ornament stammt aus der ersten Hälfte des 19. Jahrhunderts.
Anstelle einer Orgel steht dort ein Harmonium. Die Glocke wurde im 14. Jahrhundert gegossen. Ein Fragment einer Granittaufe aus dem Mittelalter ist ebenfalls erhalten.
Vor der Kirche steht ein klassizistisches Grabmal derer von Barner aus dem Jahr 1804.